# Slag bij Haliartus

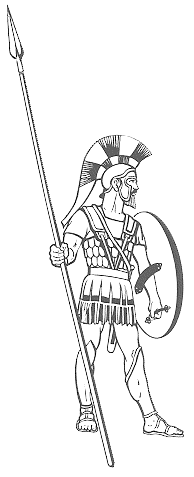
Een Griekse hopliet

De Slag bij Haliartus vond plaats in 395 v.Chr.. Thebe versloeg Sparta, waarbij de Spartaanse aanvoerder Lysander de dood vond. De veldslag betekende het begin van de Korinthische Oorlog (395-387 v.Chr.).
De Spartanen wilden te Haliartus twee legers samenvoegen, een onder Pausanias II en een ander onder Lysander om deze Boeotische stad aan te vallen. Pausanias werd opgehouden, en Lysander begon alleen met het beleg van Haliartus. Een Thebaans leger viel hem aan en de Spartanen werden verslagen. Lysander sneuvelde. Toen Pausanias te Haliartus aankwam, werd een bestand gesloten om de doden te begraven. Pausanias keerde terug naar Sparta. Toen hij daar aangeklaagd werd omdat hij te laat was gekomen en daarna niet had gestreden ging hij in ballingschap.